# Batu Raja Lama
Batu Raja Lama is een bestuurslaag in het regentschap Empat Lawang van de provincie Zuid-Sumatra, Indonesië. Batu Raja Lama telt 1169 inwoners (volkstelling 2010).